# Chim chuột lưng trắng
Chim chuột lưng trắng, tên khoa học Colius colius, là một loài chim trong họ Coliidae.

## Hình ảnh

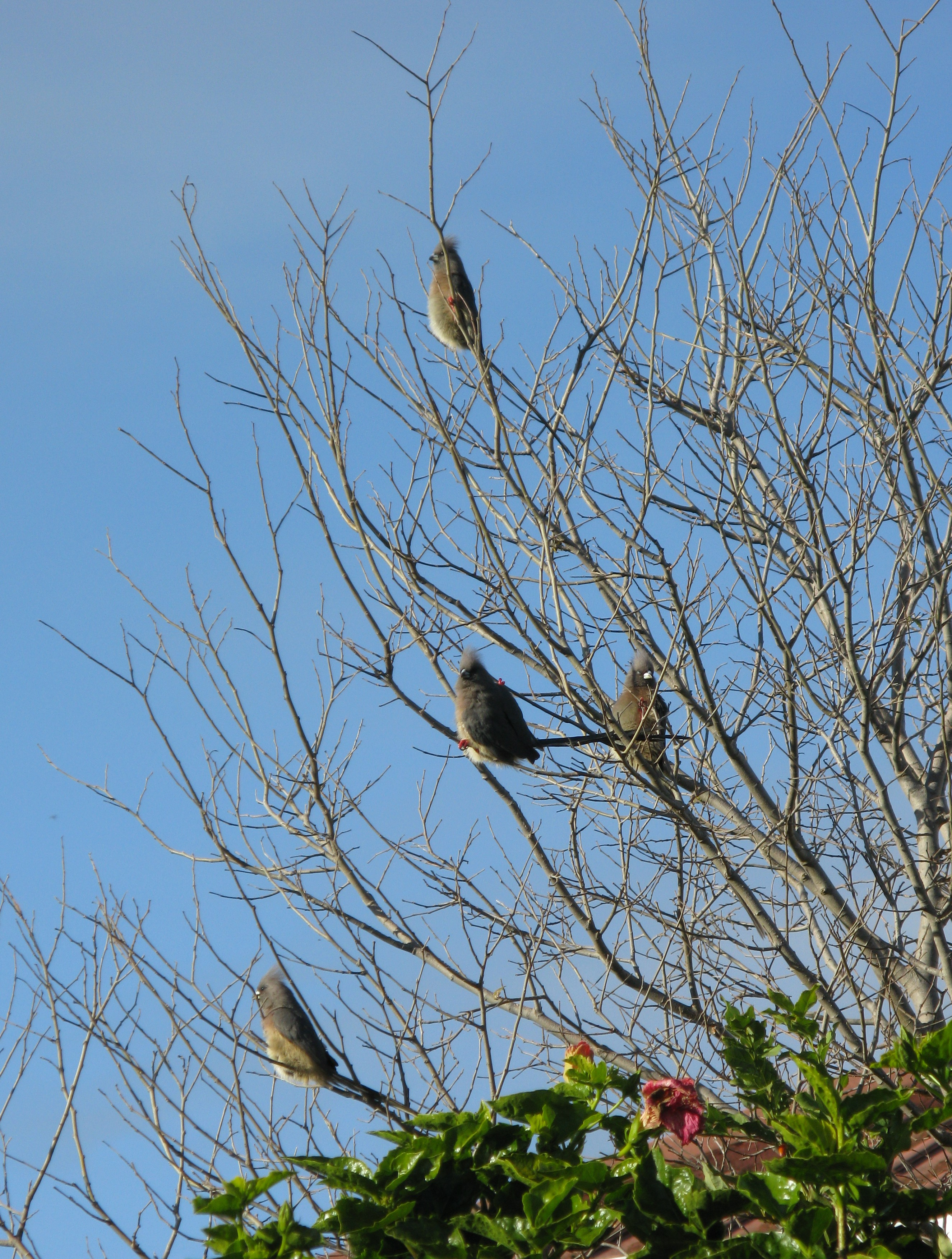
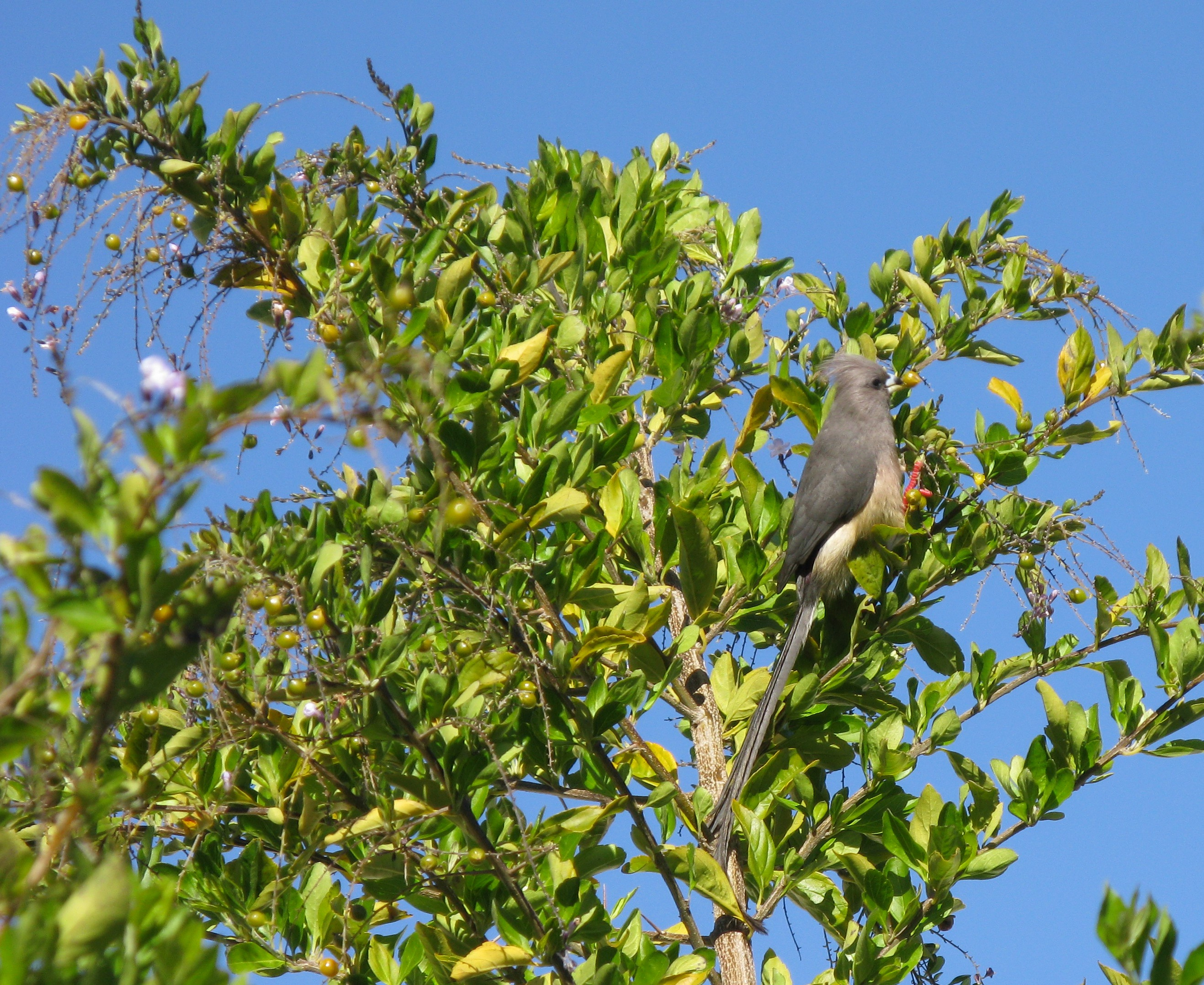
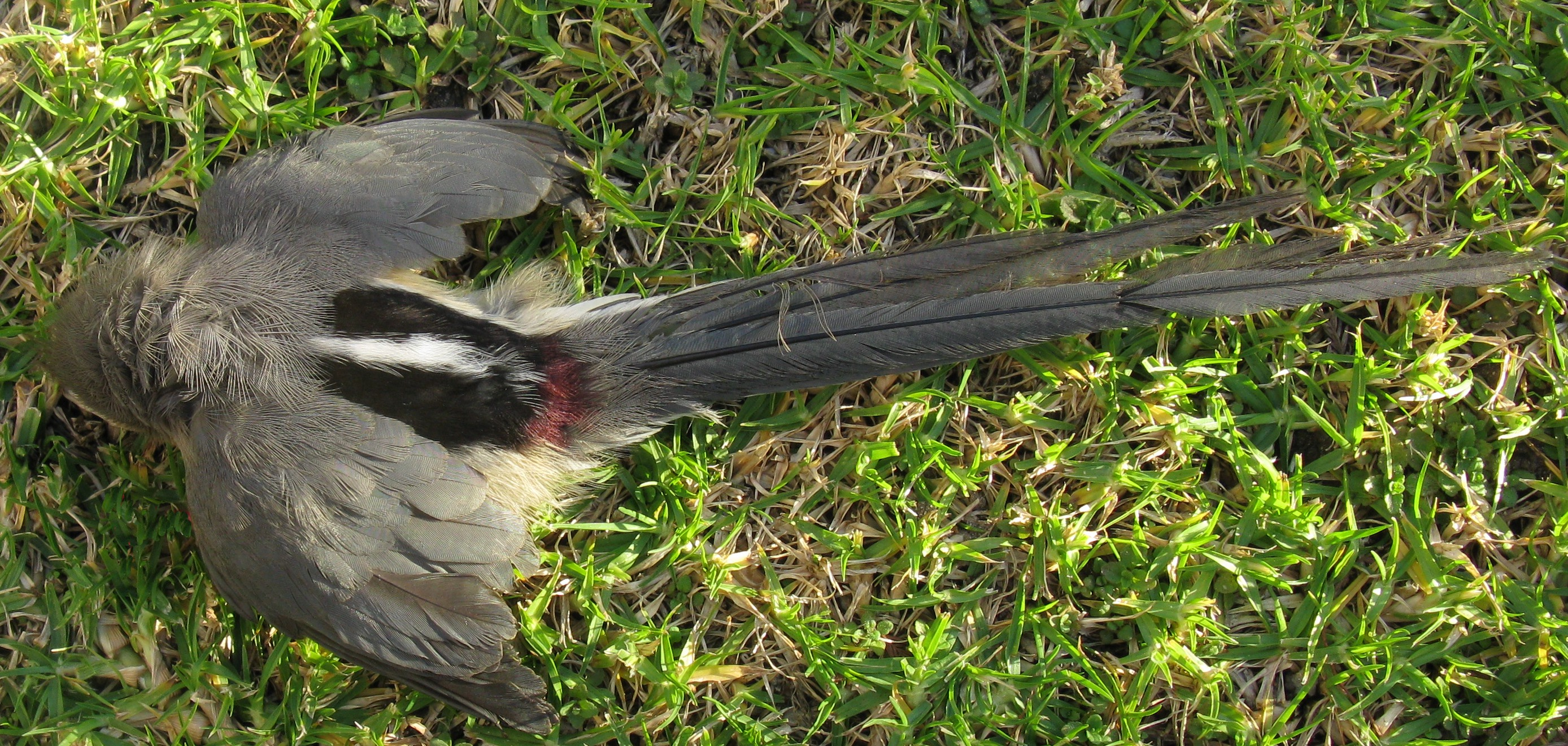
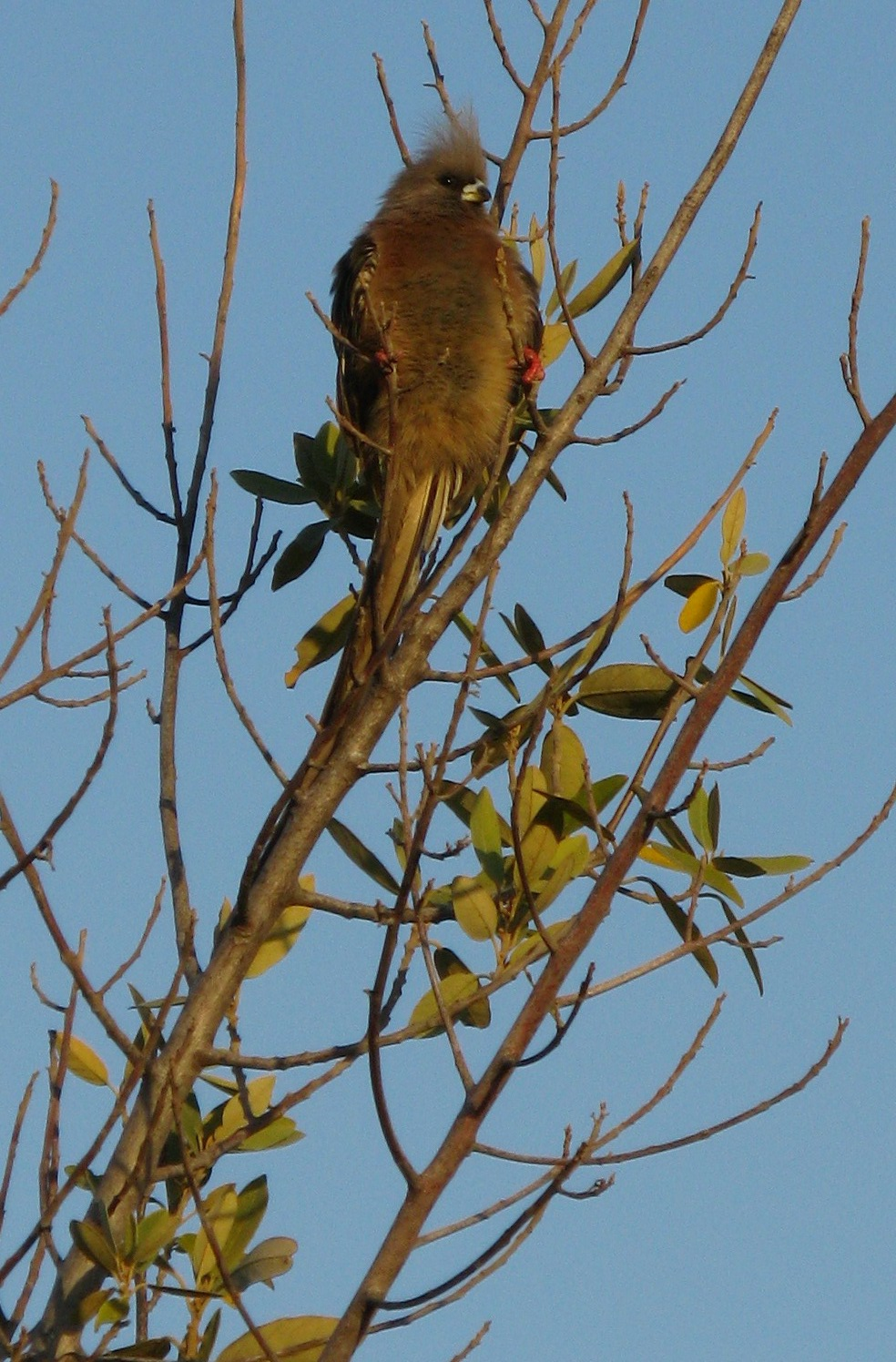
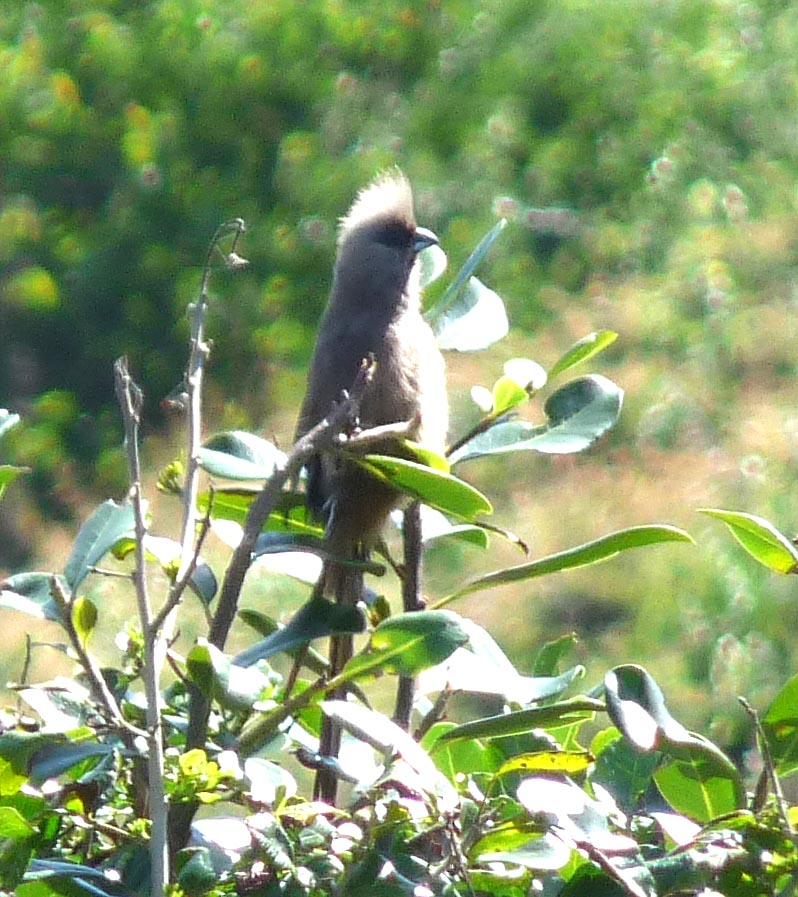